# Polonic

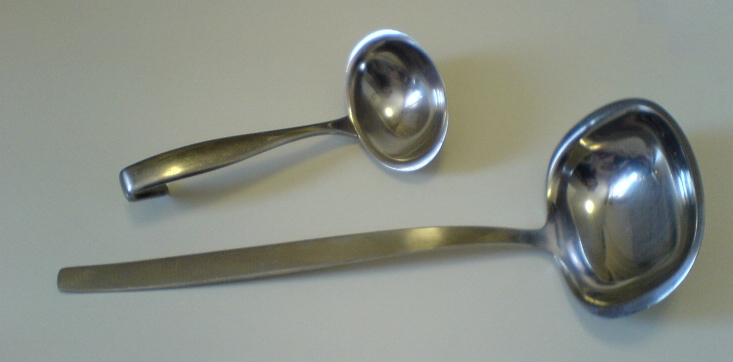
Polonice de dimensiuni diferite din oţel inoxidabil

Polonicul este un tacâm folosit pentru turnarea de mâncăruri lichide sau semilichide dintr-un vas mare în farfurii sau castroane. Polonicul are forma unei linguri mai lungi. Polonicele sunt făcute de obicei din metal, lemn sau material plastic. 